# Al-Qadisiyya (province)
Pour l’article homonyme, voir Al-Qadisiya.
La province d'Al-Qadisiyya tire son nom de la ville d'Al-Qâdisiyya située sur la rive droite de l'Euphrate, à 50 km au sud de Najaf. Cette ville a été le théâtre d'une bataille décisive dans la conquête de la Perse par les Arabes vers 636, restée dans l'histoire sous le nom de bataille d'al-Qâdisiyya. La ville d'Al-Qâdisiyya est désormais dans la province d'An-Najaf.

## Géographie
Al-Qādisiyya est une des 19 provinces d'Irak. Elle est située au centre du pays. Avant 1976 c'était une partie de la province d'Ad-Diwâniya qui comprenait aussi les provinces d'Al-Muthannâ et d'An-Najaf.

### Districts
| District    |           | Capitale    |           |
| ----------- | --------- | ----------- | --------- |
| Ad-Diwaniya | الديوانية | Diwaniya    | الديوانية |
| Afaq        | عفك       | Afaq        | عفك       |
| Ach-Chamiya | الشامية   | Ach-Chamiya | الشامية   |
| Al-Hamza    | الحمزة    | Al-Hamza    | الحمزة    |